# 콘도미니엄

뉴욕시 동쪽에 있는 블루 콘도

콘도미니엄(영어: condominium)은 아파트와 비슷한 미국과 캐나다의 주택의 종류이다.

## 같이 보기
- 아파트